# Upsilon Andromedae
Upsilon Andromedae (υ And)  este o stea binară din constelația Andromeda, localizată la aproximativ 44 ani-lumină de Pământ. Prima stea (Upsilon Andromedae A) este o stea de secvență principală de tipul F care este oarecum mai mică decât Soarele. A doua stea din sistemul binar (Upsilon Andromedae B) este o pitică roșie cu o orbită largă.
Din 2010, se cunoaște existența a patru exoplanete care orbitează steaua primară. Cu puțin noroc, toate patru pot fi planete joviene, adică asemănătoare planetei Jupiter. Upsilon Andromedae a fost de asemenea primul sistem planetar cu mai multe planete orbitând în jurul unei stele de sevență principală descoperit, și de asemenea primul sistem planetar multiplu orbitând în jurul unui sistem stelar multiplu. Upsilon Andromedae A se află printre primele 100 stele care au constituit pentru NASA un subiect de descoperire pentru exoplanete noi, dar proiectul a fost abandonat în 2011.

## Distanță și vizibilitate
Upsilon Andromedae este localizată oarecum aproape de Sistemul Solar: paralaxa stelei Upsilon Andromedae A a fost măsurată de către satelitul astrometric Hipparcos cu o valoare de 74,12 miliarcsecunde, asta însemnând o distanță de 13,49 parseci (44 ani lumină). Upsilon Andromedae A are o magnitudine aparentă de +4.09, făcând-o vizibilă cu ochiul liber, chiar și în condiții de cer poluat luminos moderat. Steaua poate fi observată la aproximativ grade est de Galaxia Andromeda. Steaua mai fadă Upsilon Andromedae B este vizibilă doar cu ajutorul unui telescop.

## Componentele sistemului
Upsilon Andromedae B este o pitică roșie cu tipul spectral M4.5V localizată la o distanță (în planul cerului) de 750 AU de steaua principală. Această stea este mai mică decât Soarele și de departe mai puțin luminoasă decât acesta.